# Schillerstraße 11 (Weimar)

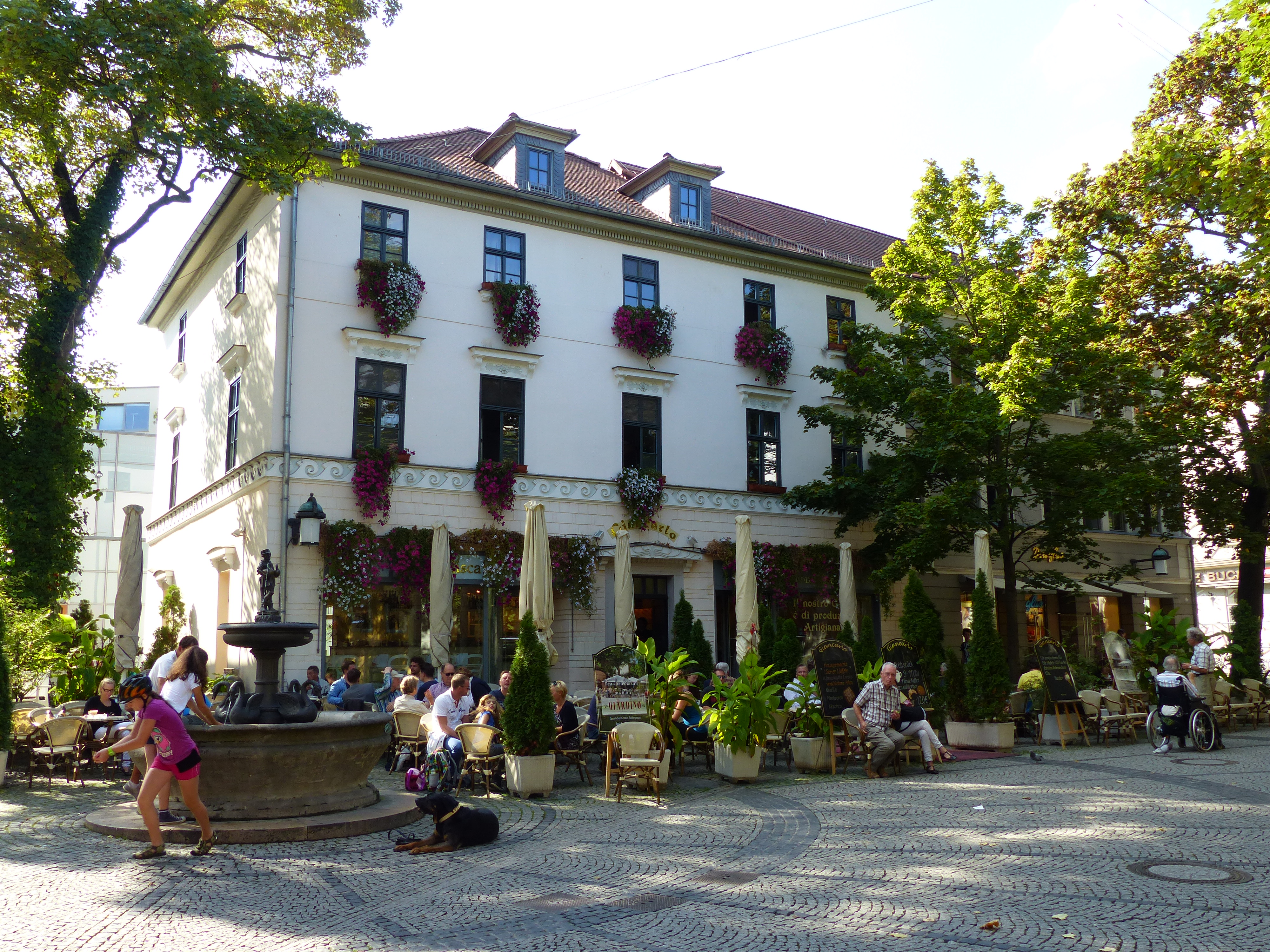
Schillerstraße 11 und 11a in Weimar

Die Hausnummer Schillerstraße 11 in der Altstadt von Weimar ist ein Wohn- und Geschäftshaus. Der Altbau in der Schillerstraße wurde in das Schillerkaufhaus einbezogen, das außerdem die Hausnummern 11a und 9a hat. Es ist ein klassizistisches mehrgeschossigen Wohnhaus, in dessen Erdgeschoss sich die Gelateria Giancarlo unmittelbar neben dem Gänsemännchenbrunnen befindet. Das Gebäude liegt unmittelbar gegenüber dem Schillerhaus. Das benachbarte Gebäude ist die Schillerstraße 11a.
Das Gebäude besitzt einen umlaufenden Fries über dem Erdgeschoss. Die Fenster des Mittelgeschosses sind über dem Fenstersturz stuckverziert. Das Gebäude an der damaligen Esplanade, dessen Entwurf Goethe bzw. Nikolaus Friedrich von Thouret lieferten, wurde später in leicht modifizierter Form für den Tünchermeister Lämmerhirdt errichtet, der wiederum Goethes Planungen kannte, da er von Goethe Kostenvoranschläge einholte.